# بروتين رابط للبنسلين

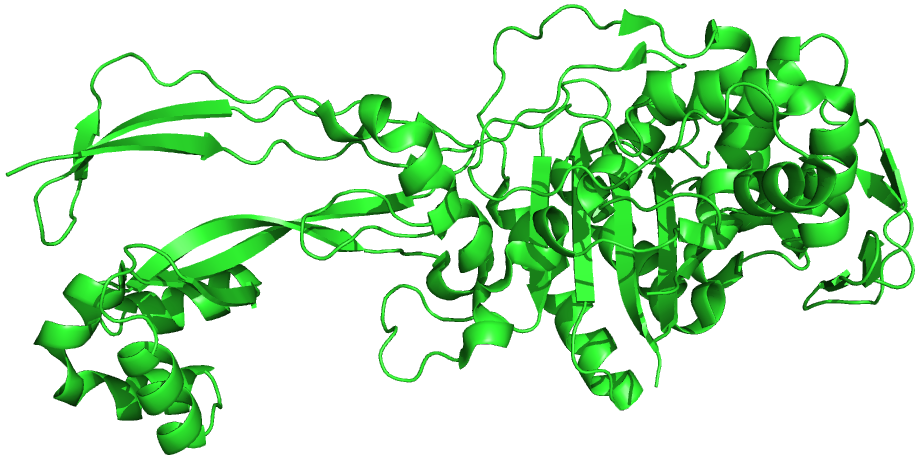
تمثيل شريط من التركيب الذري للبروتين الرابط للبنسلين 3 من الزائفة الزنجارية(PDB 3OC2), الصورة تم توليدها بوساطة بايمول.

البنسلين الأساسي

 البنسلين ملازم البروتينات (PBP ) هو مجموعة من البروتينات التي تتميز بألفتها وملازمتها البنسلين. فهي المكون الطبيعي للكثير من البكتيريا؛ نجد الاسم يعكس فقط الطريقة التي بها تم اكتشاف البروتين.
كل المضادات الحيوية من البيتا β - لاكتامات باستثناء tabtoxinine-β-lactam, التي تثبط الجلوتامين المخلق) المرتبط مع PBPs، وهو يعتبر ضروري ل جدار الخلية البكتيري المنشأ حيوياً.

## التنوع
وهناك عدد كبير من البنسلين ملازم البروتينات PBPs، وعادة يكون مختلف في كل كائن حي، وهو موجود على حد سواء مرتبطة بالغشاء والبروتينات السيتوبلازمية. على سبيل المثال، سبرات (1977) وجد أن ستة PBPs مختلفة يتم اكتشافها بشكل روتيني في جميع سلالات  E.كولاي  تتراوح في الوزن الجزيئي من 40,000 إلى 91,000.

## الوظيفة
وتشارك كل PBPs في المراحل النهائية من تركيب ببتيدوغليكان، والذي هو العنصر الرئيسي في جدران الخلايا البكتيرية. تركيب جدار الخلية البكتيرية ضروري للنمو، وانقسام الخلايا (وبالتالي التكاثر) والحفاظ على البنية الخلوية في البكتيريا. تثبيط PBPs يؤدي إلى وجود مخالفات في هيكل جدار الخلية مثل الاستطالة، والآفات، وفقدان النفاذية الانتقائية، وموت الخلايا في نهاية المطاف والتحلل.

PBPs عادة يحفز الربط العرضي لجدار الخلية البكتيرية، ولكنه يمكن أن يعوق بشكل دائم عن طريق البنسلين والمضادات الحيوية الأخرى β لاكتام.(NAM = N-acetylmuramic acid; NAG = N-acetylglucosamine)

## المضادات الحيوية
البنسلين ملازم البروتينات يربط المضادات الحيوية البيتا لاكتام لأنها متشابهة في التركيب الكيميائي لأجزاء الوحدات التي تشكل الببتيدوغليكان.
في مواجهة الأمراض التي يتعرض لها الإنسان، عادة ما تجرى الاستعانة بالمضادات الحيوية. وتعرف المضادات الحيوية كمواد كيميائية تنتج بواسطة بعض الأحياء الدقيقة، وتستخدم عادةً لغرضين الأول علاجى تستخدم عندها جرعات كبيرة ولفترة محدودة وهذا يخص الإنسان والحيوان على حدٍ سواء.